# Il Coniglio
Il Coniglio è un isolotto disabitato dell'Italia, in Campania. È situato nei pressi di Palinuro, frazione di Centola.

## Geografia
L'isola sorge al lato sud di Capo Palinuro, nei pressi del quartiere palinurense di Faracchio e lontana dalla Spiaggia Mingardo; a circa 140 metri dalla terraferma. A circa 6 km a sud da esso si trova, presso Marina di Camerota, il quasi omonimo e più grande Isolotto dei Conigli. Il Coniglio fa parte della Costiera Cilentana, le cui altre isole sono lo Scoglio Trentova e Licosa (a nord); ed a sud lo Scoglio Mingardo (distante 1,7 km), l'Isolotto dei Conigli e Lo Scialandro.